# 1344
1344 је била преступна година.